# Мельник, Владимир Петрович
Владимир Петрович Мельник (укр. Володи́мир Петро́вич Ме́льник; род. 25 ноября 1952, с. Плисков Погребищенского района, Винницкой обл.) — доктор философских наук, профессор, декан философского факультета Львовского национального университета имени Ивана Франко (1996—2014), ректор Львовского университета (с 12 июня 2014).

## Биография
Окончил электрофизический факультет Львовского политехнического института (1974). С 1974 по 1976 год служил в советской армии. С 1976 года преподает в Львовском университете, старший лаборант, заведующий кабинетом философии, аспирант кафедры философии, ассистент, доцент кафедры философии. Кандидат философских наук (1983).
Доктор философских наук (1995), профессор (1996).
В 1986—1990 — заместитель, заведующий отделом науки и учебных заведений ОК КП Украины. В 1990—1992 годах — доцент кафедры философии Львовского университета. 1992—1996 — докторант философского факультета Киевского университета. 1996—2002 — декан философского факультета Львовского университета. 2002—2003 — заместитель председателя Львовской областной администрации по гуманитарным и политико-правовым вопросам. С 2002 — заведующий кафедрой теории и истории культуры. 2010 — Заслуженный профессор Университета. С 2003 — декан философского факультета Львовского национального университета имени Ивана Франко.
В 2014 году на альтернативной основе избран ректором Львовского университета.

## Научные интересы
Философские проблемы науки, культуры, техники.